# Rue Notre-Dame (Trois-Rivières)
Pour les articles homonymes, voir Rue Notre-Dame et Notre-Dame.
La rue Notre-Dame est une voie de communication située à Trois-Rivières, en Mauricie, au Québec (Canada). C'est l'une des plus anciennes voies routières de la ville.

## Situation et accès
La rue Notre-Dame occupe le tracé de l'ancien chemin du Roy, qui reliait Québec à Montréal. Elle traverse la ville d'est en ouest en longeant parallèlement le fleuve Saint-Laurent et le lac Saint-Pierre. La rue est divisée en trois sections distinctes, soit ouest, centre et est.
Son tracé correspond à la route 138 à Pointe-du-Lac (à l'exception d'où elle passe par le chemin du Lac-Saint-Pierre), à Trois-Rivières-Ouest à l'ouest de l'autoroute 55, à Trois-Rivières et à Sainte-Marthe-du-Cap.

## Origine du nom
Le nom de la rue Notre-Dame provient probablement de la désignation de la mission des Jésuites de Trois-Rivières, qui a été dédiée à « Notre-Dame-de-la-Conception ».

## Historique
La rue Notre-Dame portait le nom de Grande Rue à Trois-Rivières avant même de prendre son nom vers 1650. Sur le plan Hopkins de 1879, elle était désignée sous le nom de rang de la Banlieue dans la paroisse de Trois-Rivières et de Grand Chemin à Pointe-du-Lac.
À la suite de la grande digue de 1896, le sillage du chemin du Roy fut déplacé vers le rang de l'Acadie, à l'intérieur des terres. La rue Notre-Dame a été prolongée vers Yamachiche en 1936 pour éviter deux passages à niveau. En 1923, le tronçon entre la rue du Père-Daniel et la rue de la Papeterie est fermé pour permettre la construction de la papeterie de la Three Rivers Pulp and Paper Company (l’actuelle Kruger). En 1947, la section dans le Vieux-Trois-Rivières a pris le nom de rue des Ursulines pour marquer le 250e anniversaire de l’établissement des Ursulines à Trois-Rivières. La section de la rue Saint-Pierre entre la rue des Casernes et la rue Laviolette a endossé alors le nom de rue Notre-Dame. En 2005, l'intersection avec la rue de la Papeterie a été fermée, et la section ouest se termine depuis par un cul-de-sac. En 2010, la section entre la rue du Père-Daniel et le chemin de fer à l'ouest de la rue De La Vérendrye a été obstruée pour permettre l’extension du port de Trois-Rivières.

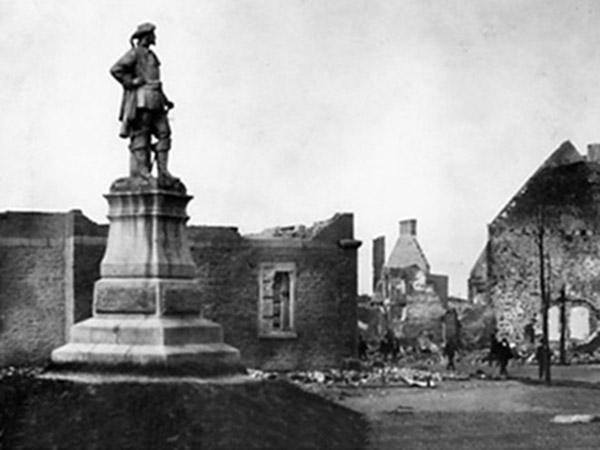
Rue Notre-Dame-Centre à la suite de l'incendie de Trois-Rivières de 1908.
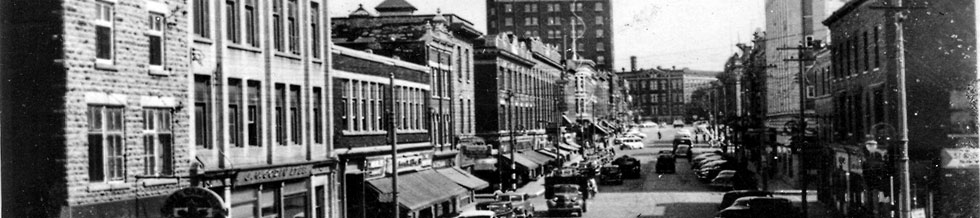
La rue Notre-Dame-Centre à Trois-Rivières dans les années 1920.
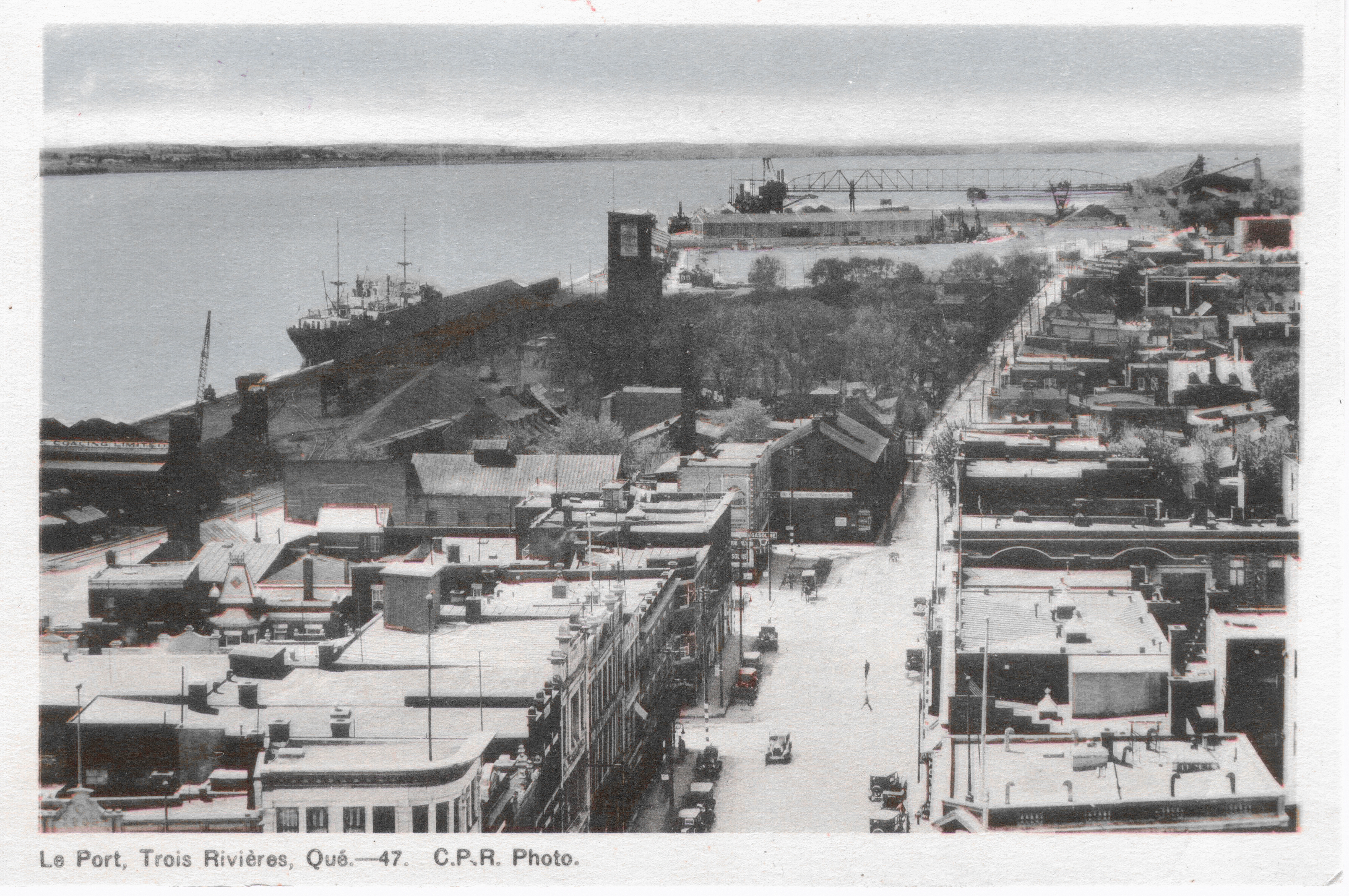
Vue à vol d'oiseau sur une partie de la rue Notre-Dame en 1923.

## Annexes

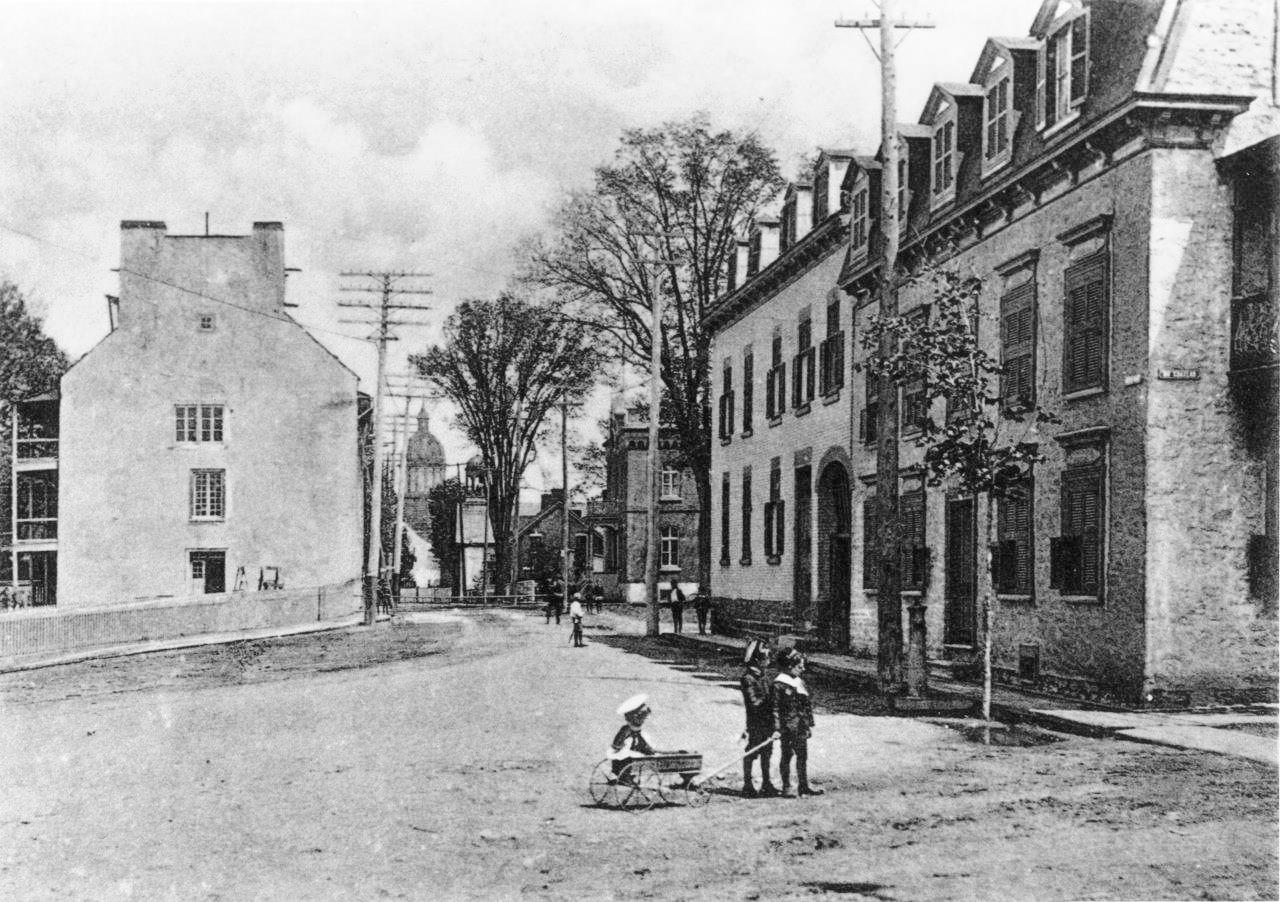
Rue Notre-Dame (rue des Ursulines) en 1870.
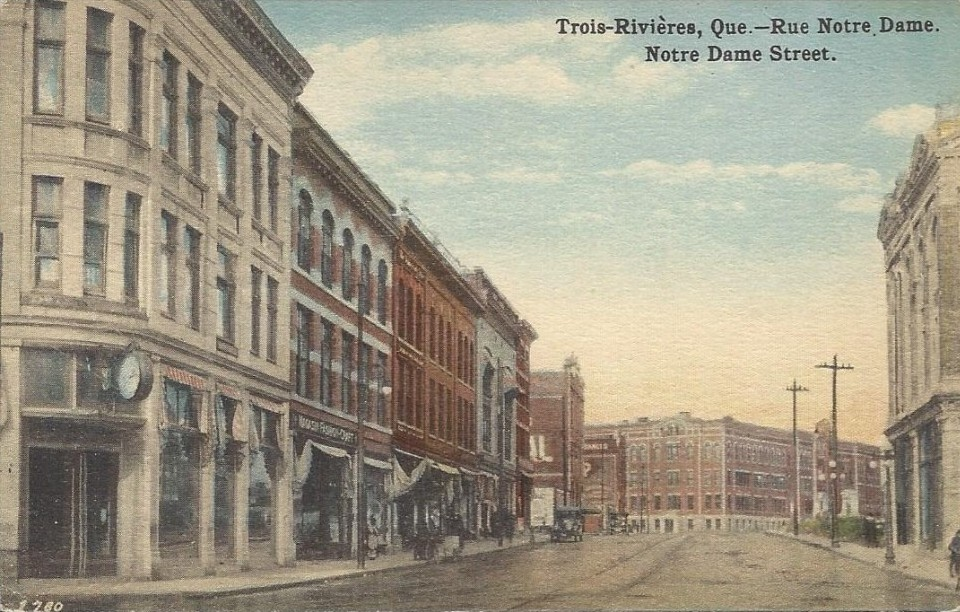
Carte postale de la rue Notre-Dame-Centre.
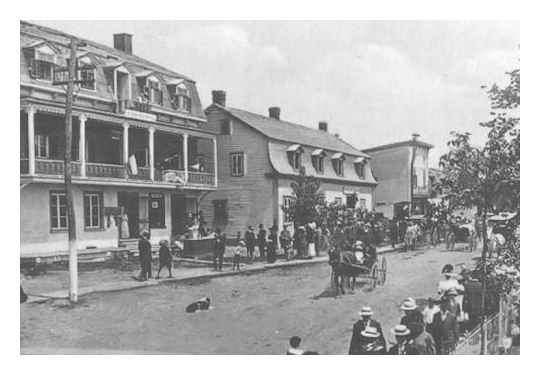
La rue Notre-Dame Est et le Manoir des Jésuites, 1908.
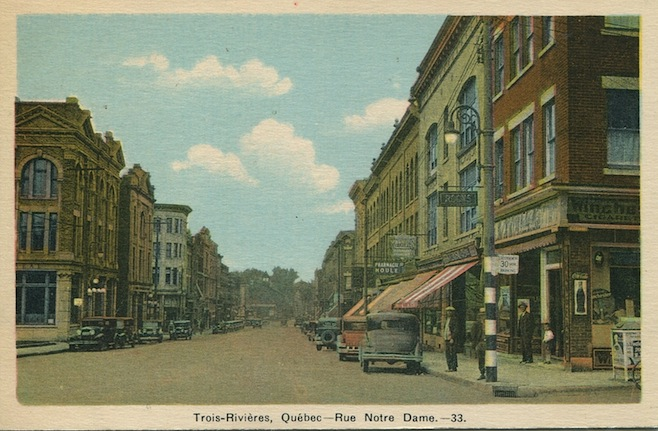
La rue Notre-Dame-Centre à Trois-Rivières vers 1920.

## Bâtiments remarquables et lieux de mémoire
- Chapelle funéraire Montour-Malhiot
- Calvaire de Trois-Rivières-Ouest
- Sanctuaire Notre-Dame-du-Cap
- Édifice Ameau